# Summer of Darkness
Summer of Darkness är det amerikanska metalbandet Demon Hunters andra album, utgivet i maj 2004.

## Låtlista
1. "Not Ready to Die" – 5:05
2. "The Awakening" – 4:11
3. "Beheaded" – 3:14
4. "My Heartstrings Come Undone" – 4:38
5. "Our Faces Fall Apart" – 4:52
6. "Less Than Nothing" – 2:57
7. "Summer of Darkness" – 3:10
8. "Beauty Through the Eyes of a Predator" – 5:32
9. "Annihilate the Corrupt" – 4:09
10. "I Play Dead" – 5:20
11. "Everything Was White" – 3:54
12. "Coffin Builder" – 4:01
13. "The Latest and the Last" – 3:42